# هیئت حسابرسی و بازنگری مؤسسات مالی اسلامی
هیئت بازرسی و بازنگری موسسات مالی اسلامی، سازمانی بین‌المللی و غیرانتفاعی است که در سال ۱۹۹۱ در بحرین تأسیس شد. هدف این هیئت نظم بخشی به فعالیت‌های مالی اسلامی است و در این زمینه تا کنون ۹۷ استاندارد در زمینه حسابرسی، بازنگری، اخلاقیات کار و حکمرانی تهیه کرده است. همچنین تهیه استانداردهای شرعی که توسط بانک‌های مرکزی و نهادهای مالی در دو سطح الزامی و ارشادی توسط دولت‌ها پذیرفته شده‌اند نیز در حیطه فعالیت‌های این هیئت است.